# Mistrovství Evropy v zápasu ve volném stylu 1966
Mistrovství Evropy v zápasu ve volném stylu mužů proběhl v Karlsruhe (Západní Německo).

## Muži
| Kategorie | Zlato              | Stříbro            | Bronz             |
| --------- | ------------------ | ------------------ | ----------------- |
| 52 kg     | Mehmet Esenceli    | Paul Neff          | Lesław Kropp      |
| 57 kg     | Aidyn Ibraguimov   | Yancho Patrikov    | Hasan Sevinç      |
| 63 kg     | Yelkan Tedeyev     | Eniu Todorov       | Nihat Kabanli     |
| 70 kg     | Zarbeg Beriashvili | Seyit Ahmet Ağralı | Stoyan Bimbalov   |
| 78 kg     | Yuri Shajmuradov   | Mahmut Atalay      | Turan Aladzhikov  |
| 87 kg     | Hasan Güngör       | Josef Urban        | Andrei Tsjovrebov |
| 97 kg     | Shota Lomidze      | Ahmet Ayık         | József Csatári    |
| +97 kg    | Alexandr Medveď    | Ljutvi Achmedov    | Gıyasettin Yılmaz |